# Roca Prisma
Der Roca Prisma ist ein Klippenfelsen im Weddell-Meer. Er liegt weit vor der Wilkins-Küste des Palmerlands auf der Antarktischen Halbinsel in etwa auf der geografischen Breite der Hearst-Insel.
Argentinische Wissenschaftler benannten ihn. Der weitere Benennungshintergrund ist nicht überliefert.